# Dieselpunk
 (janvier 2013).
Si vous disposez d'ouvrages ou d'articles de référence ou si vous connaissez des sites web de qualité traitant du thème abordé ici, merci de compléter l'article en donnant les références utiles à sa vérifiabilité et en les liant à la section « Notes et références ».
Le dieselpunk est un rétrofuturisme, dérivé du steampunk. Le terme a été inventé en 2001 par Lewis Pollack pour caractériser le genre de son jeu de rôle, Children of the Sun,. 

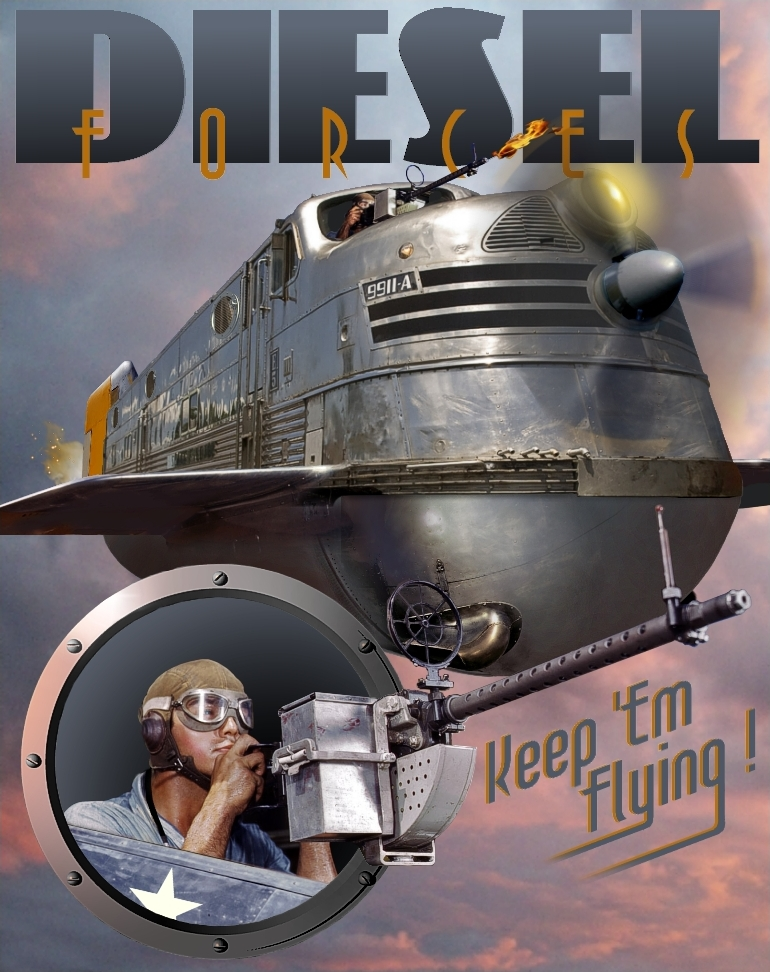
Représentation rétrofuturiste d'une locomotive volante, dans un style dieselpunk inspiré du début des années 1940.

## Description
Alors que le steampunk fait référence à l'utilisation massive des machines à vapeur au début de la révolution industrielle, le dieselpunk couvre, d'un point de vue culturel, esthétique et technique, la période entre la Première Guerre mondiale et le début des années 1950. Ses inspirations sont diverses : les films noirs, le cinéma expressionniste allemand (Metropolis de Fritz Lang), la littérature pulp, l'Art Déco, le style « streamliner (en) » et le développement des transports en commun fonctionnant à l'essence.
Les thèmes habituellement traités sont les suivants :
- La course à l'espace, conquête du cosmos et thème également très présent dans le spacepunk.
- La course aux armements, la recherche et le développement continus des nouveaux systèmes d'armes.
- La peur rouge, crainte de l'intrusion communiste suscitant l'hystérie collective.
- La banlieue, restructuration de la société dans des nouveaux développements communautaires.
- La puissance nucléaire, l'annonce d'un nouvel âge de puissance et de technologie.
- La Troisième Guerre mondiale, la possibilité de son émergence.
- Le triomphe du Troisième Reich et de ses alliés et le monde qui en découle.

## Les domaines d'expression du genre dieselpunk
L'art et la culture du dieselpunk sont influencés par les mouvements artistiques du Futurisme et du Modernisme, arrivés vers la fin de la Première Guerre mondiale. Par conséquent, la mode, l'architecture, les beaux-arts, le cinéma et même la musique participeraient au développement d'une vision dieselpunk du futur. L'art déco est un style prédominant du dieselpunk, particulièrement dans les environnements riches.

### Le dieselpunk dans la littérature, la bande dessinée et le manga
- Le Géant de fer de Ted Hughes
- Le Chemin des fées de Fabrice Afosso
- Le Jour des Triffides de John Wyndham
- Tempête Rouge de Tom Clancy
- Alas, Babylon de Pat Frank
- The City Of Ember et The People of Sparks de Jeanne Duprau
- Le Facteur de David Brin
- Red Alert de Peter George
- The Goon de Eric Powell
- Airboy par la maison d'édition Hillman Periodicals
- La Tour sombre de Stephen King
- Métro 2033 et Métro 2034 de Dmitri Gloukhovski
- Storming de K. M. Weiland
- Les Chroniques du Grimnoir (Série en 3 volumes) de Larry Correia
- La Brigade chimérique de Serge Lehman, Fabrice Colin et Gess (6 volumes, sous-genre « radiumpunk »)
- Hard Boiled de Frank Miller et Geof Darrow (2 volumes)
- Nico de Philippe Berthet et Fred Duval (3 volumes)

### Le dieselpunk dans les jeux
- Children of the Sun, jeu de rôle de Misguided Games
- La saga Syberia de Benoît Sokal
- Dishonored, jeu vidéo de Arkane Studios
- Rétrofutur, jeu de rôle de Multisim
- Crimson Skies, littérature et jeux vidéo
- Iron Storm, jeu PC
- Iron Grip: Warlord, jeu PC
- Gear Krieg, jeu de rôle
- Metro 2033 et Metro: Last Light de 4A Games
- Bandits: Phoenix Rising, jeu PC
- BioShock, série de jeux vidéo
- Carte Origins dans Call of Duty: Black Ops II, jeu vidéo
- Wolfenstein : The New Order, développé par Machine Studios
- March of War, jeu PC de stratégie au tour par tour développé par ISOTX
- Fallout, série de jeux vidéo de rôle mettant en scène un monde post-apocalyptique issu d'une civilisation dieselpunk
- Mad Max, le jeu vidéo
- La saga Jak and Daxter, notamment le premier arc narratif du troisième opus dans le désert, semblable à l'univers Mad Max. L'utilisation de l'éco noir peut renvoyer à l'utilisation massive de pétrole.
- The Outer Worlds, jeu développé par Obsidian Entertainment et de style "Dieselpunk Deadwood" de l'aveu même du co-directeur Leonard Boyarsky[3]
- Iron harvest, jeu RTS PC
- La série Batman Arkham (Batman: Arkham Asylum, Batman: Arkham City, Batman: Arkham Origins et Batman: Arkham Knight) qui reprend l'esthétique dieselpunk de la série animée
- La Brigade chimérique, jeu de rôle radiumpunk des Éditions Sans-Détour, d’après la bande dessinée
- Marauders, jeu shooter/looter/extraction

### Le dieselpunk dans les clips vidéos
- Special - Garbage
- Turn It Up (Remix)/Fire It Up - Busta Rhymes
- California Love - Tupac Shakur et Dr. Dre
- Closer to God - Nine Inch Nails

### Le dieselpunk au cinéma
- La Jetée de Chris Marker (1962)
- Les Femmes de Stepford de Bryan Forbes (1975) puis le remake de Frank Oz (2004)
- Eraserhead de David Lynch (1977)
- Mad Max de George Miller (1979)
- Le Bunker de la dernière rafale de Jean-Pierre Jeunet (1981)
- Les Aventuriers de l'arche perdue de Steven Spielberg (1981)
- New York 1997 de John Carpenter (1981)
- 1984 de Michael Radford (1984)
- Indiana Jones et le Temple maudit de Steven Spielberg (1984)
- Les Rues de feu de Walter Hill (1984)
- Tetsuo de Shinya Tsukamoto (1988)
- Spirits of the Air, Gremlins of the Clouds de Alex Proyas (1989)
- Indiana Jones et la Dernière Croisade de Steven Spielberg (1989)
- Batman de Tim Burton (1989, 1992)
- Darkman de Sam Raimi (1990)
- Delicatessen de Jean-Pierre Jeunet (1991)
- Les Aventures de Rocketeer de Joe Johnston (1991)
- Batman contre le fantôme masqué de Bruce Timm et Eric Radomski (1993)
- The Shadow de Russell Mulcahy (1994)
- La Cité des enfants perdus (1995)
- Waterworld de Kevin Reynolds (1995)
- Dark City d'Alex Proyas (1998)
- Le Géant de fer de Brad Bird (1999)
- The Breed de Michael Oblowitz (2001)
- La Ligue des gentlemen extraordinaires (2003)
- Capitaine Sky et le Monde de demain de Kerry Conran (2004)
- Casshern de Kazuaki Kiriya (2004)
- Perfect Creature de Glenn Standring (2007)
- Numéro 9 de Shane Acker (2009)
- Le Livre d'Eli de Albert et Allen Hughes (2010)
- Sucker Punch de Zack Snyder (2011)
- Captain America : First Avenger de Joe Johnston (2011)
- Iron Sky (2012)[4]

### Le dieselpunk en série télévisée
- Batman (série télévisée d'animation de 1992), de Bruce Timm
- La Légende de Korra, (2012-2014) : suite de la série d'animation Avatar, le dernier maître de l'air. La Cité de la République mêle les références steampunk[5] et dieselpunk[6]
- Le Maître du Haut Château (2015–2019)[7]
- Fallout (2024)[réf. nécessaire]